# Oxysarcodexia bakeri
Oxysarcodexia bakeri är en tvåvingeart som först beskrevs av Aldrich 1916.  Oxysarcodexia bakeri ingår i släktet Oxysarcodexia och familjen köttflugor. Inga underarter finns listade i Catalogue of Life.